# Forte de Copacabana

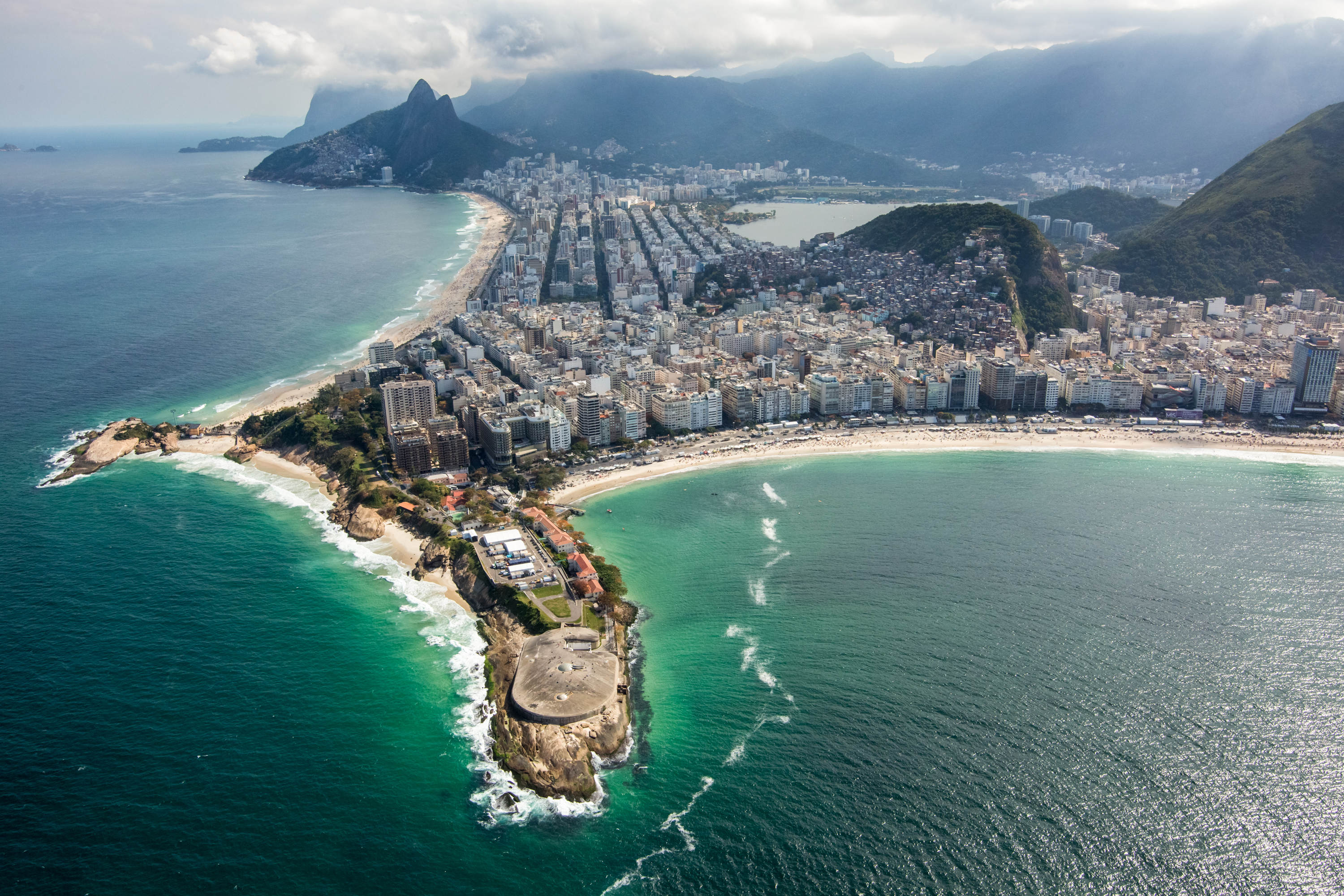
Luftaufnahme auf das Gelände

Das Forte de Copacabana ist eine Militärbasis am südlichen Ende des Strandes im Bezirk Copacabana in Rio de Janeiro. Die Basis ist für die Öffentlichkeit zugänglich und enthält das Museu Histórico do Exército und eine Festung an der Küste.

## Geschichte
Die Festung wurde auf einer Landzunge erbaut, wo ursprünglich eine kleine Kapelle stand, in der eine Replik der Virgen de Copacabana, der Schutzpatronin Boliviens, aufbewahrt wurde. 1908 begann die brasilianische Armee, auf der Landzunge eine moderne Festung zur Verteidigung zu errichten, um sowohl den Strand der Copacabana als auch die Einfahrt in den Hafen von Rio de Janeiro zu schützen. Die Hauptbewaffnung der Festung, die 1914 fertiggestellt wurde, besteht aus zwei Drehturm-Kuppeln, wobei eine Kuppel mit einem Paar 30,5-cm-Schnelladekanone L/50 der Firma Krupp versehen ist und die andere mit 19-cm-Krupp-Kanonen.
Die schwerer bewaffnete Kuppel mit den 30,5-cm SLK trägt den Namen Duque de Caxias, die einzelnen Geschütze in dieser Anlage heißen Barroso und Osório. Diese schwerer bewaffnete Kuppel befindet sich hinter und über der leichteren 19-cm-Drehkuppel die den Namen André Vidal trägt. Die 30,5-cm-Schnelladekanone L/50 von Krupp konnten ein Geschoss mit einem Gewicht von rund 445 kg und einer Reichweite von bis zu 23 km abfeuern. Die anderen leichteren 19-cm-Kanonen konnten theoretisch in Entfernungen von 200 m bis 18,2 km wirken.
Die Festung hat auch zwei kleine versenkbare Flügel, in denen sich jeweils eine 75-mm-Kanone mit einer Reichweite von 7 km befand. Im Gegensatz zu den großen Kanonen sind diese Kanonen nicht mehr vorhanden. Der Nordflügel heißt Antônio João und der Südflügel Ricardo Franco.
Am 5. Juli 1922 war die Festung der Mittelpunkt des 18. Aufstands der Copacabana-Festung. Es war der erste Aufstand der Tenentista-Bewegung. Rebellische Offiziere richteten die Kanonen der Festung auf Rio de Janeiro. Um den Aufstand zu unterdrücken, fuhr die Regierung die Militärschiffe São Paulo und Minas Geraes auf. Am 6. Juli bombardierte São Paulo die Festung, nach einer halben Stunde ergaben sich die Rebellen in der Festung. Vom anderen Schiff Minas Geraes wurde nicht geschossen.
1987 wurde die Militärbasis aufgelöst.
Im Rahmen der Olympischen Sommerspiele 2016 war das Forte de Copacabana Austragungsort der Straßenradrennen, des Freiwasserschwimmens sowie der Triathlonwettkämpfe.